# Bubo nipalensis
Bufo-nepalês ou bufo-sarapintado (Bubo nipalensis) é uma espécie de ave estrigiforme pertencente à família Strigidae.